# Uderz
Uderz – wieś w Polsce położona w województwie mazowieckim, w powiecie sochaczewskim, w gminie Iłów.
Sołectwo Miękiny-Uderz tworzą wsie Miękiny i Uderz.
| SIMC    | Nazwa      | Rodzaj    |
| ------- | ---------- | --------- |
| 0566641 | Mały Uderz | część wsi |
| 0566658 | Nowy Uderz | część wsi |
| 0566664 | Uderz-Łąki | część wsi |

W latach 1975–1998 miejscowość administracyjnie należała do województwa płockiego.